# Johann Gottlieb Hammerschmidt
Johann Gottlieb Hammerschmidt, magyarosan Hammerschmidt János Gottlieb (Kőszeg, Vas vármegye, 1805. augusztus 4. – Locsmánd, 1851. január 14.) evangélikus lelkész.

## Élete
Tanult Sopronban; a teológiát ugyanott és Bécsben végezte. 1833-tól evangélikus lelkész volt Locsmándon (Sopron vármegye), majd felső-sopronmegyei esperes. Sopronmegye megválasztotta táblabirájának.

## Munkái
- Erster Unterricht in der ungarischen Sprache. Güns, 1836 (2. kiadás 1840., 3. k. 1845., 4. k. 1852. Güns. Ism. Figyelmező 1839. 46. sz.)
- Rede bei Gelegenheit der feierlichen Grundsteinlegung zu einem neuen Gotteshause der evang. Gemeinde Augsb. Confession im Markte Lutzmannsburg, am 11. Juni des Jahres 1846 in der alten Kirche gehalten. Güns
- Erinnerung an den Tag der feierlichen Einweibung der neuerbauten evang. Kirche des Marktes Lutzmannsburg, in einer Predigt, gesprochen in derselben am 24. September 1848, als am Weihetage des Gotteshauses; sammt einem auf diese Feier verfassten Promemoria. Güns, 1848

## Külső hivatkozások
- CERL Thesaurus